# Plaza de abastos

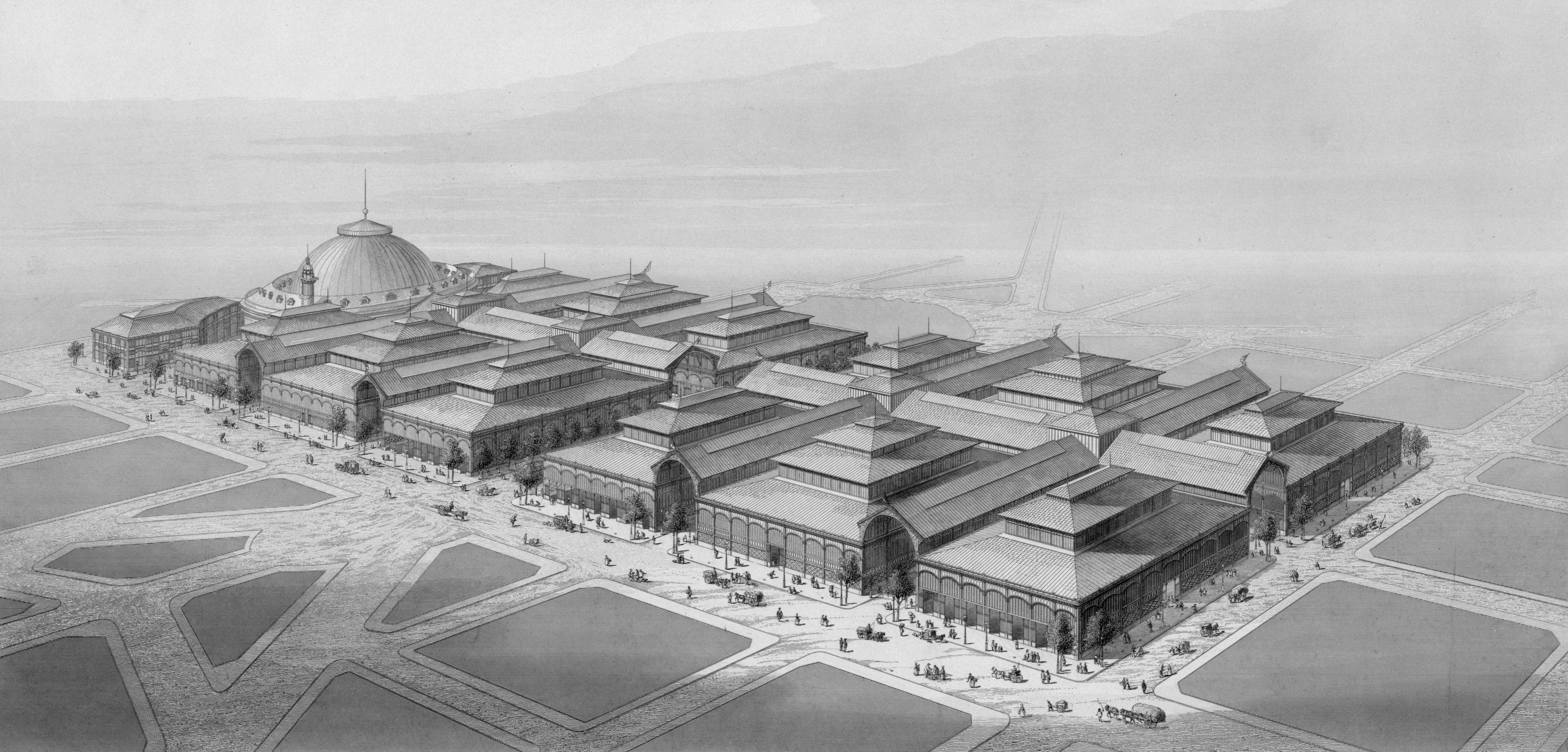
Halles de Paris en 1863

Se denomina plaza de abastos, mercado de abastos o también central de abastos a las instalaciones y dependencias municipales comerciales cerradas y normalmente cubiertas, situadas en las aglomeraciones urbanas, en donde diversos comerciantes mayoristas suministran a los compradores con todo tipo de mercancía.

## Descripción
En los mercados de abastos, la oferta para el abastecimiento contempla perecederos como carnes, pescados, frutas y hortalizas. También pueden existir otros comercios en el que venden pan, lácteos, flores, alimentos en conserva, productos de limpieza en general, así como otros diversos artículos relacionados con el consumo general y artículos de primera necesidad definidos por cada nación. Las plazas de abastos modernas también disponen de cámaras frigoríficas para conservar los alimentos de origen animal.

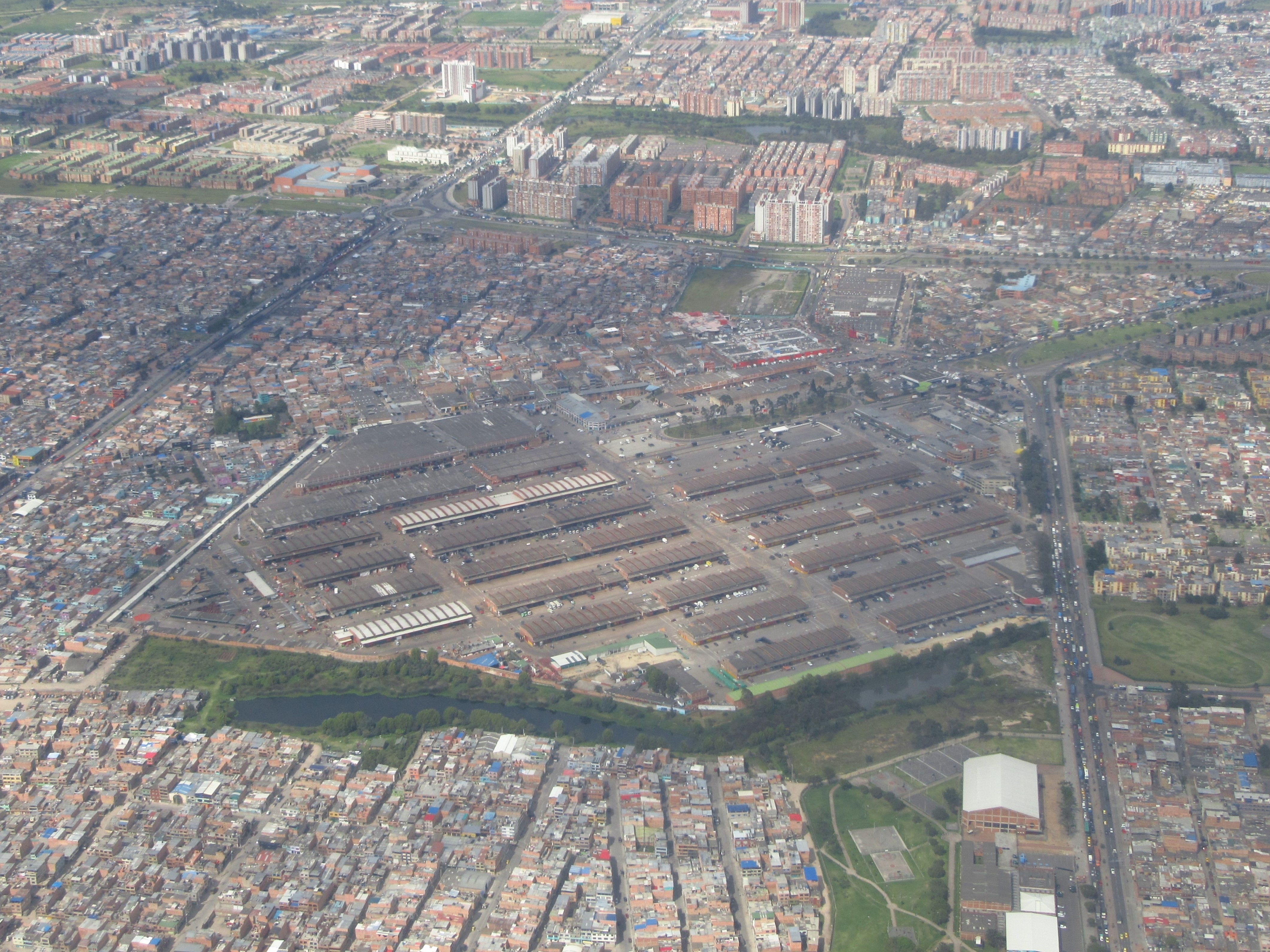
Vista aérea de Corabastos al occidente de Bogotá.

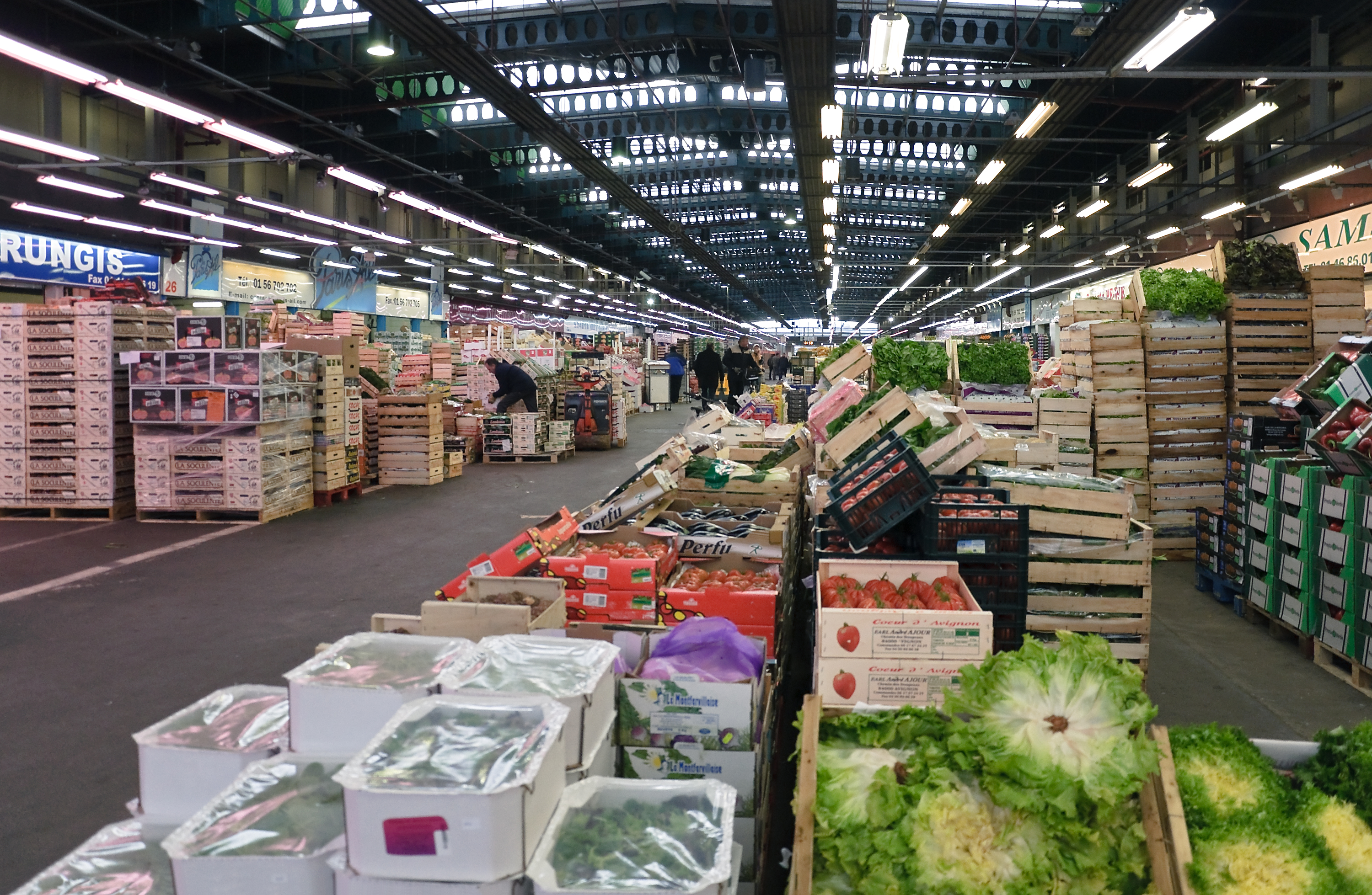
Mercado de Rungis, cerca de París.

## Historia
Los grandes mercados se desarrollaron a partir de los pequeños mercados medievales europeos. A medida que las ciudades crecían, era necesario establecer mercados mayoristas para poder abastecer de alimentos a sectores más amplios de la población.
El origen del primer mercado mayorista es difícil de definir, ya que la superficie del mercado como criterio de clasificación tenía que alcanzar un tamaño que superara con creces los mercados semanales normales. Los mercados centrales de las grandes ciudades fueron los que más cerca estuvieron de alcanzar el estatus de mercado mayorista.
El mercado mayorista más antiguo de este tipo se fundó en Francia en el siglo V en la Île de la Cité y se llamó Marché-Palu(d), luego de que París se convirtiera en un rico y concurrido centro para el comercio.
En los años 634-635 le siguió un gran mercado de productos frescos en el Monasterio de St. Denis.
Luis VI en 1137, año de su muerte, hizo construir un nuevo mercado en París llamado “Les Champeaux”, que estaba ubicado en la zona del actual Quartier des Halles y se convirtió en el núcleo de los mercados parisinos. Felipe II Augusto hizo construir allí los dos primeros mercados cubiertos en 1183.
Luego Nicolas Le Camus de Mézières construyó entre 1763 y 1769 el “Halle aux Blés” (Salón del Trigo), que era un edificio circular con una circunferencia de 122 metros y 25 arcadas que encerraba un patio interior abierto en el lugar de la actual Palacio de la Bolsa de París.
Charles Fowler construyó el Market Hall en Covent Garden en septiembre de 1828 a un costo de £61.000 y se inauguró en mayo de 1830. 
Napoleón III en agosto de 1845, encargó a Victor Baltard la construcción de un nuevo mercado mayorista en una superficie de 418.000 m² en el Quartier des Halles, cuya primera piedra se colocó el 15 de septiembre de 1851. Después de un recorrido por Covent Garden de Londres durante una visita de estado en abril de 1855, Napoleón III hizo demoler el edificio de piedra parisino con apariencia de fortaleza. Baltard comenzó la nueva construcción en 1857 y diseñó 10 pabellones de hierro fundido de vidrio interconectados, que inicialmente se llamaron "las salones centrales" (en francés les halles centrales). Los pabellones, dispuestos en dos filas y con sótanos, contenían cámaras frigoríficas, iluminación de gas y un sofisticado sistema de tuberías de agua y alcantarillado. En septiembre de 1858 se terminaron 6 de los 10 pabellones, otros dos siguieron en 1860, y no fue hasta 1874 que los dos últimos pabellones completaron los mercados de París. La inauguración tuvo lugar en septiembre de 1870, los costes de construcción ascendieron a 44 millones de francos. El escritor Émile Zola llamó al mercado mayorista de París "El vientre de París" en su novela homónima de 1873.
El mercado, ahora conocido como “Les halles”, se amplió con dos salas más en 1936. En marzo de 1969, el mercado mayorista se trasladó a Rungis, en el sur de París, donde se dispone de una superficie de 232 hectáreas.
En junio de 1869, cuando en Alemania entraron en vigor las normas comerciales, no existía en el país germano ni un solo mercado mayorista. Las normas comerciales en Alemania también regulan las ferias y los mercados, por lo que los mercados mayoristas también se incluyeron en dicha ley.
Algunas de las plazas de abastos más turísticas de Europa, como lo es el mercado de La Boquería en Barcelona, también data de la Edad Media. En sus orígenes estaba al aire libre, donde vendedores ambulantes y labradores de los pueblos y masías próximas se instalaban con el fin de vender sus productos. La cubierta metálica actual de dicho mercado se inauguró en 1914.
El mercado de abastos más grande del mundo es la Central de Abasto de la Ciudad de México y opera para abastecer a 20 millones de habitantes en sus 327 hectáreas.